# Doctorat en psychologie (Amérique du Nord)
 (août 2012).
Si vous disposez d'ouvrages ou d'articles de référence ou si vous connaissez des sites web de qualité traitant du thème abordé ici, merci de compléter l'article en donnant les références utiles à sa vérifiabilité et en les liant à la section « Notes et références ».
Le doctorat en psychologie clinique  (D. Psy., D. Ps. ou Psy. D. signifiant en latin Psychologiæ Doctor) est un diplôme nord-américain de cycle supérieur.

## Définition et terminologie
Le titulaire du D. Psy. est habilité à user du titre de « docteur » (Dr) avant son nom étant donné qu’il constitue une exigence afin de faire partie de l’ordre professionnel. Le docteur en psychologie (ou en sciences psychologiques selon la convention adoptée par l'université et/ou le pays) est une personne titulaire d'un diplôme de docteur en psychologie (ou en sciences psychologiques), c'est-à-dire le diplôme le plus élevé en psychologie décerné par l'université (voir doctorat). Au Canada et aux États-Unis, le terme de docteur en psychologie désigne la plupart du temps un professionnel de la santé (un psychologue) alors que dans le reste du monde il désigne généralement un chercheur.
Il s’agit d’un doctorat d’exercice au même titre que le doctorat de médecine (M.D.) ou le doctorat de médecine dentaire (D.M.D.). À l’inverse de ces doctorats d’exercices précédemment cités, le Doctorat en Psychologie est un diplôme de troisième cycle et non de premier cycle. Au Canada et aux États-Unis (selon les provinces et états) le D.Psy. (ou un Ph.D nord-américain) est une exigence afin de faire partie de l’ordre des psychologues et par conséquent porter le titre de psychologue.

## Caractéristiques du diplôme
Le diplôme de docteur est une exigence nécessaire pour porter le titre de psychologue en Amérique du Nord. Il existe des disparités dépendant des pays et régions. Ainsi, en Amérique du Nord, il existe un Psychologiæ doctor (Psy.D.) et un Philosophiæ doctor en psychologie (Ph.D.). Le premier fait référence à une formation pratique, incluant notamment un internat, alors que le deuxième fait référence à la défense d'une dissertation théorique et empirique originale, comparable au doctorat en Europe (doctorat).
Le docteur en psychologie est autorisé à diagnostiquer et traiter les troubles mentaux, effectuer des tests psychologiques et des évaluations psychologiques, et à fournir une psychothérapie. Aux États-Unis, il existe depuis plusieurs années un mouvement demandant l'autorisation de prescrire la médication psychotropes ainsi que les examens complémentaires permettant de suivre l'effet de la médication.[réf. nécessaire]
Les psychologues américains du Nouveau-Mexique ainsi que de la Louisiane sont les premiers à avoir obtenu le droit de prescription. Au Canada, la question fait également débat, cependant contrairement à ce qui se passe aux États-Unis, aucune province n'a accordé le droit de prescrire des médicaments aux psychologues canadiens.

## Accès au diplôme
Afin de postuler à ce programme, l’étudiant doit être titulaire d’un diplôme de premier cycle universitaire en psychologie (type B.A. ou B.Sc.). Le diplôme de 2e cycle en psychologie (M.A.) a été supprimé au Québec. Ainsi, après avoir effectué ses trois premières années de psychologie, l'étudiant postule directement pour le doctorat qu’il pourra effectuer en cinq à sept ans (en moyenne) s’il est admis. Le D. Psy. est un diplôme de haut niveau et très sélectif. Le contingentement du D. Psy. n’est généralement que de dix places au maximum par université.
Outre une thèse de doctorat ou essai doctoral, le D. Psy. se compose de stages et de deux internats.

## Internat
L'internat en psychologie représente la dernière étape de la formation du psychologue (Doctorat en psychologie D.Psy.). Au  Canada et aux États-Unis, les futurs psychologues doivent obligatoirement entreprendre un internat avant d'obtenir leur titre. D'une durée de 1 600 heures, il correspond donc à un an à plein temps ou deux ans à temps partiel.
Cet internat peut s'effectuer dans différents milieux (hôpitaux, écoles, centres pénitentiaires, etc.), ces lieux sont en principe accrédités par la SCP (Société Canadienne de Psychologie, Canadian Psychological Association (en)) ou par l'Association américaine de psychologie.
Sous la supervision d'un docteur en psychologie, les internes (D.Psy.cand. ou D.Ps.cand.) effectuent diagnostics, évaluations, psychothérapies, sensibilisations et peuvent collaborer à des recherches scientifiques et à des présentations scientifiques. Dans la forme, l'internat en psychologie ressemble à l'internat de médecine. Ces internes sont rémunérés aux États-Unis et au Canada sauf dans la province de Québec et du Nouveau-Brunswick. Au Canada (toutes provinces comprises) les internes sont rémunérés en moyenne 25 000 dollars canadiens par an. Au Manitoba les internes en psychologie sont rémunérés à la même hauteur que leurs homologues médecins soit environ 43 000 dollars par an.